# Granjeiro (Aguçadoura)
Granjeiro é um lugar da freguesia de Aguçadoura, município da Póvoa de Varzim, Portugal. No censo de 2001 tinha 302 habitantes.
Situa-se  na parte sul da freguesia, ocupando cerca de 1/10 da sua área.
É limitado a poente, pelo lugar da Caturela; a sul, pelo lugar de Santo André; a nascente, pelos limites com Navais e a norte pelo lugar da Areosa.
É neste lugar que se situa o novo centro social paroquial.